# Møldrup
Møldrup es un pueblo danés incluido dentro del municipio de Viborg, en la región de Jutlandia Central.

## Historia
La localidad fue creada en 1893. Surgió como un lugar de comercios y servicios junto a una estación del ferrocarril entre Løgstør y Viborg. La estación estuvo en servicio hasta mediados de los años 1980 y fue un punto de carga y descarga para mercancías.
El nombre lo recibió por una de las grandes granjas que se situaban junto a ella: Møldrupgård.

## Geografía
Møldrup se sitúa en la parte central del norte de la región, en una posición limítrofe con Jutlandia Meridional. Las localidades vecinas son las siguientes:
| Noroeste: Fjelsø | Norte: Hvam Stationsby | Noreste: Hvilsom  |
| Oeste: Ulbjerg   |                        | Este: Klejtrup    |
| Suroeste: Skals  | Sur: Bjerregrav        | Sureste: Klejtrup |

Su territorio es mayormente plano con suaves colinas. El río Simested y un arroyo fluyen –de norte a sur– por el oeste y este respectivamente. El uso principal del terreno es para la agricultura aunque una parte de él –al noreste del casco urbano– está ocupado por el bosque Åstrupgårdplantage. Aparte de este núcleo, pequeñas parcelas forestales se encuentran entremezcladas con las de cultivo.

## Comunicaciones

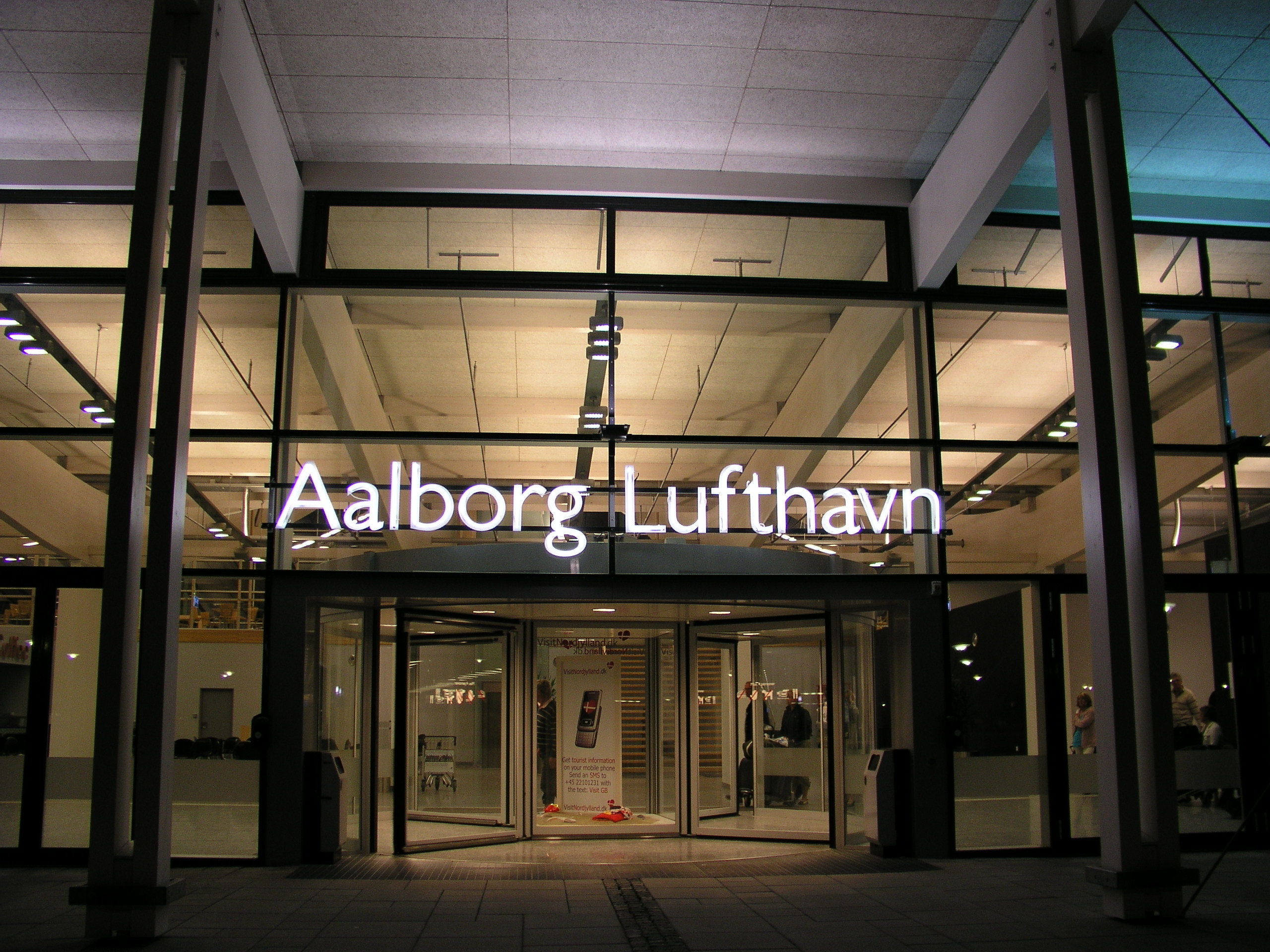
El aeropuerto de Aalborg es el más cercano a la localidad para vuelos internacionales.

Por Møldrup no pasa ninguna autopista (motorvej). La carretera nacional (motortrafikvej) n.º 13 atraviesa el casco urbano de norte a sur. La carretera regional (landevej) n.º 579 discurre de este a oeste y se cruza con la anterior junto al citado casco urbano.
En la localidad tienen parada las siguientes líneas de autobús:
| Líneas de autobuses con parada en Møldrup |                                              |
| Número                                    | Recorrido                                    |
| 766                                       | Viborg – Skals – Møldrup – Klejtrup – Lindum |
| 59                                        | Aalestrup – Møldrup – Viborg                 |

No cuenta con conexión ferroviaria. La estación más próxima se encuentra a 20 km en Hobro.
Los aeropuertos más cercanos son el de Skive (27 km), Karup (49 km) y  Aalborg (70 km). Los dos primeros para vuelos nacionales y el último para internacionales.

## Demografía
| Población de Møldrup entre 2010 y 2017 |
|                                        |
| Fuente: Statistics Denmark.            |

A 1 de enero de 2017 vivían en la localidad 1300 personas de las que 645 eran hombres y 655 mujeres. Møldrup está integrado dentro del municipio de Viborg y supone el 1,3% del total de sus habitantes. La densidad de población en este municipio era de 68 hab/km² muy inferior a la del total de Dinamarca que se sitúa en 133 hab/km².

## Economía y servicios
El sector primario en Møldrup está representado por una agricultura dedicada mayoritariamente al cereal así como una ganadería estabulada.
Dentro del secundario, hay una industria instalada en un pequeño polígono industrial situado junto al cruce de las carreteras n.º 13 y n.º 579. En él existe una fábrica de componentes electrónicos, una ingeniería que diseña y produce elementos relacionados con vehículos, así como otra de ingredientes alimentarios. También hay, dentro del casco urbano, otra fábrica de muebles y una panadería.
El terciario o de servicios está compuesto por una empresa comercial de materiales de construcción; una para instalación de calefacciones; una de almacenaje; talleres de automóviles, supermercado, restaurantes, oficina bancaria, peluquería, floristería, tienda de juguetes así como un pequeño hotel.

## Educación, deportes y sanidad
La localidad cuenta con guardería y escuela donde se imparte educación primaria y secundaria y a la que en 2017 acudían 262 alumnos.
Para los deportes dispone de un polideportivo cubierto con campo exterior de hierba para la práctica del fútbol.
En el ámbito sanitario y de asistencia, existe una clínica de medicina general y otra de odontología. También hay una importante residencia de la tercera edad.

## Turismo
La oferta turística de Møldrup está centrada en su entorno natural, en concreto, las áreas denominadas  Borup Hede y Flensborg Plantage situadas a 5 km al este del casco urbano.
Por la población pasa, también, la ruta de senderismo y peregrinación denominada Hærvejen que discurre entre Frederikshavn y Padborg. Esta es, además, uno de los Caminos de Santiago que provienen del ámbito nórdico.